# Arheološki leksikon Bosne i Hercegovine
Arheološki leksikon Bosne i Hercegovine (AL BiH) predstavlja zbir enciklopedijskog znanja o arheološkim nalazištima na području Bosne i Hercegovine.

## Povijest
Leksikon je sedmosveščano izdanje Zemaljskog muzeja Bosne i Hercegovine objavljeno u Sarajevu 1988. godine. Na izradi leksikona sudjelovali su svi značajni djelatnici na polju arheologije Bosne i Hercegovine. Glavni urednik leksikona je arheolog Borivoj Čović.

## Sadržaj
Tri sveska su posvećena arheološkim nalazištima Bosne i Hercegovine od najstarijih vremena do kraja srednjeg vijeka. Ostala četiri sveska sadrže popratne karte za ta nalazišta. U kratkom opisu uz sve uvrštene lokalitete navedena je popratna literatura.

## Vanjske poveznice
Mrežna mjesta
- Arheološki leksikon BiH